# China Gates
China Gates est une œuvre de musique minimaliste pour piano solo du compositeur américain John Adams écrite en 1977 et dont elle constitue l'un des travaux séminaux.

## Historique
John Adams écrit cette pièce comme un diptyque avec Phrygian Gates dont elle peut constituer une introduction. Elle a été composée pour la pianiste Sarah Cahill, et fut inspirée par la saison pluvieuse de la Californie du Nord, qui est signifiée par la répétition des huit notes qui constituent le thème de l'œuvre. Le mot de « gates » (portes) est pris par Adams dans son acceptation utilisée dans le domaine de l'électronique indiquant l'état d'un signal passant du mode opérant à inopérant.
John Adams considère ces deux pièces comme l'opus 1 de son travail.

## Structure
Composé d'un seul mouvement en trois parties, l'œuvre est constituée autour d'un module de huit notes adoptant une structure palindromique. L'exécution totale de China Gates dure environ 5 minutes.

## Influences
Le critique Robert Schwarz fait un rapprochement entre China Gates et le travail de Steve Reich.
En 2002, cette pièce est adaptée par le compositeur français Grégoire Hetzel sous le titre Wimbledon Gates illustrant le film Le Stade de Wimbledon de Mathieu Amalric.

## Discographie
- China Gates - Phrygian Gates, Jay Gottlieb, Piano Vox, 1998.